# Береговское
Береговское — деревня в Талдомском городском округе Московской области России.
Расположена на севере Московской области, в северной части Талдомского городского округа, примерно в 21 км к северо-востоку от центра города Талдома, с которым связана автобусным сообщением. Ближайшие населённые пункты — деревни Ульянцево и Льгово.

## Население
| 1859 | 1888 | 1926 | 2002 | 2006 | 2010 |
| ---- | ---- | ---- | ---- | ---- | ---- |
| 143  | ↗175 | →175 | ↘3   | ↗5   | ↗6   |

## История
В «Списке населённых мест» 1862 года Береговская — владельческая деревня 2-го стана Калязинского уезда Тверской губернии между Дмитровским и Углицко-Московским трактами, в 36 верстах от уездного города, при ручье Шараповка, с 19 дворами и 143 жителями (72 мужчины, 71 женщина).
По данным 1888 года входила в состав Озерской волости Калязинского уезда, проживало 27 семей общим числом 175 человек (85 мужчин, 90 женщин).
Постановлением президиума ВЦИК от 15 августа 1921 года Озерская волость была включена в состав Ленинского уезда Московской губернии.
По материалам Всесоюзной переписи населения 1926 года — деревня Озерского сельского совета Озерской волости Ленинского уезда, проживало 175 жителей (84 мужчины, 91 женщина), насчитывалось 39 хозяйств, среди которых 30 крестьянских.
С 1929 года — населённый пункт в составе Ленинского района Кимрского округа Московской области.
Постановлением ЦИК и СНК от 23 июля 1930 года округа́ как административно-территориальные единицы были ликвидированы. Постановлением Президиума ВЦИК от 27 декабря 1930 года городу Ленинску было возвращено историческое наименование Талдом, а район был переименован в Талдомский.
1963—1965 гг. — Береговское в составе Дмитровского укрупнённого сельского района.
В 1973 году административный центр Озерского сельсовета был перенесён в деревню Кошелёво, а сельсовет переименован в Кошелёвский.
В 1994 году Московской областной думой было утверждено положение о местном самоуправлении в Московской области, сельские советы как административно-территориальные единицы были преобразованы в сельские округа.
1994—2004 гг. — деревня Кошелёвского сельского округа Талдомского района.
Постановлением Губернатора Московской области от 3 июня 2004 года № 106-ПГ Кошелёвский сельский округ был объединён с Ермолинским и Николо-Кропоткинским сельскими округами в единый Ермолинский сельский округ.
2004—2006 гг. — деревня Ермолинского сельского округа Талдомского района.
2006—2009 гг. — деревня сельского поселения Ермолинское.
2009—2018 гг. — деревня сельского поселения Квашёнковское Талдомского района Московской области, образованного путём выделения из состава сельского поселения Ермолинское.
С 2018 года — деревня Талдомского городского округа Московской области.